# Mueang Songkhla
Mueang Songkhla (em tailandês: เมืองสงขลา) é um distrito da província de Songkhla, no sul da Tailândia. É um dos 16 distritos que compõem a província. Sua população, de acordo com dados de 2012, era de 162 739 habitantes, e sua área territorial é de 171,9 km².